# Medalla

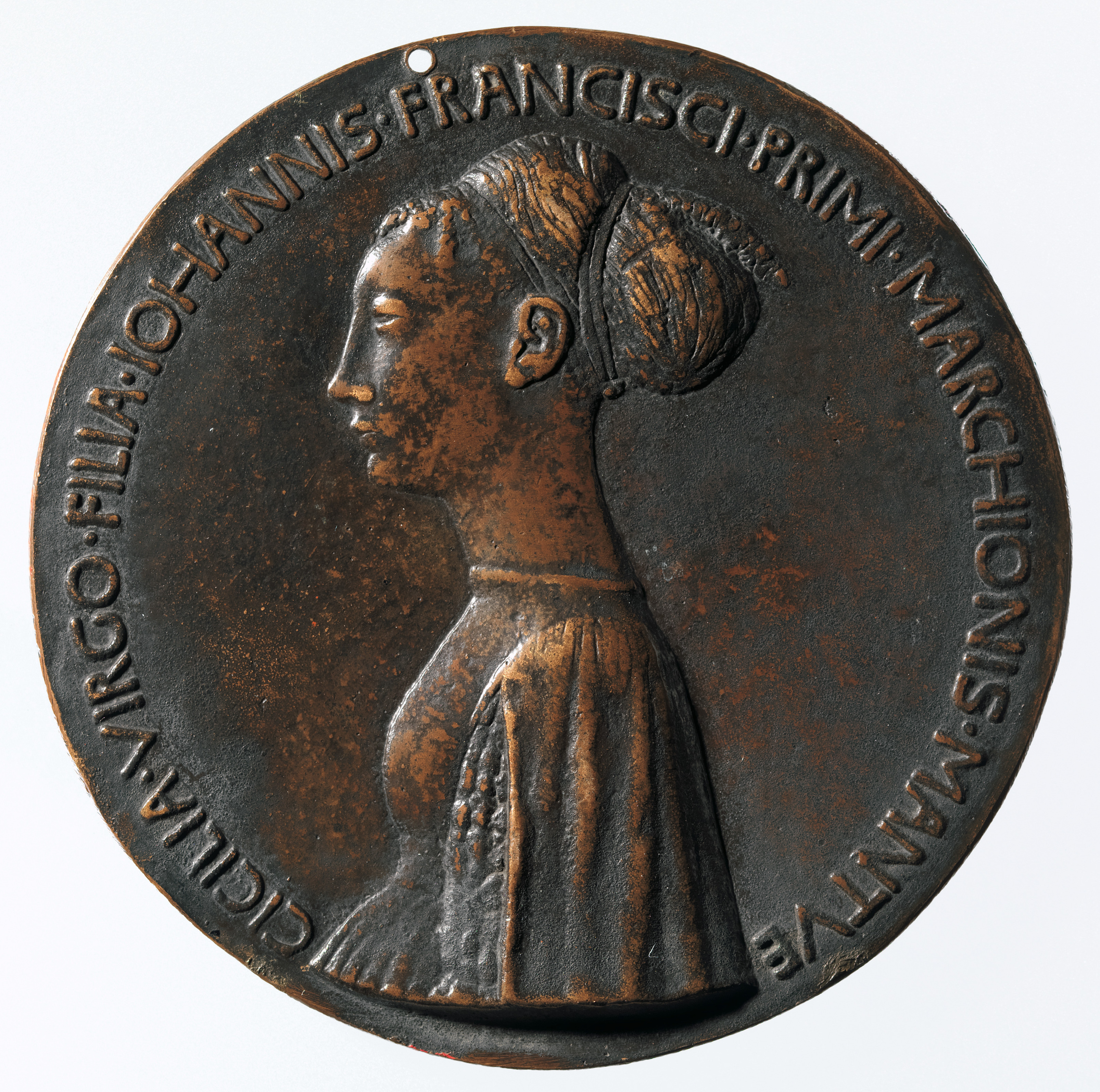
Anvers de medalla repartida per la família de Cecilia Gonzaga als aliats polítics, una pràctica habitual a l'Europa del Renaixement. Dissenyat per Pisanello el 1448.

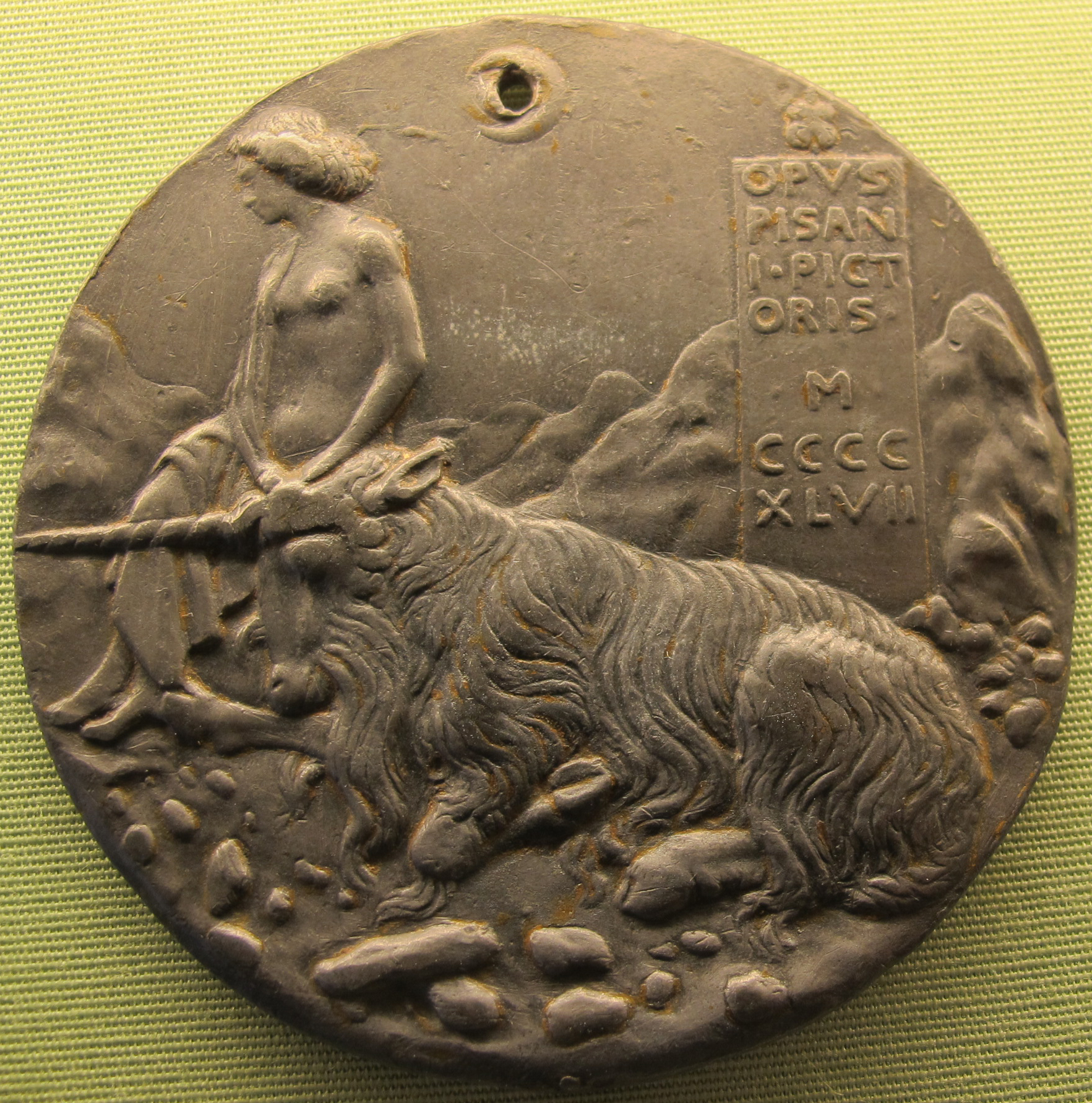
Revers de la mateixa medalla, aquesta còpia amb un forat de suspensió afegit posteriorment (dins d'una lluna creixent al disseny).

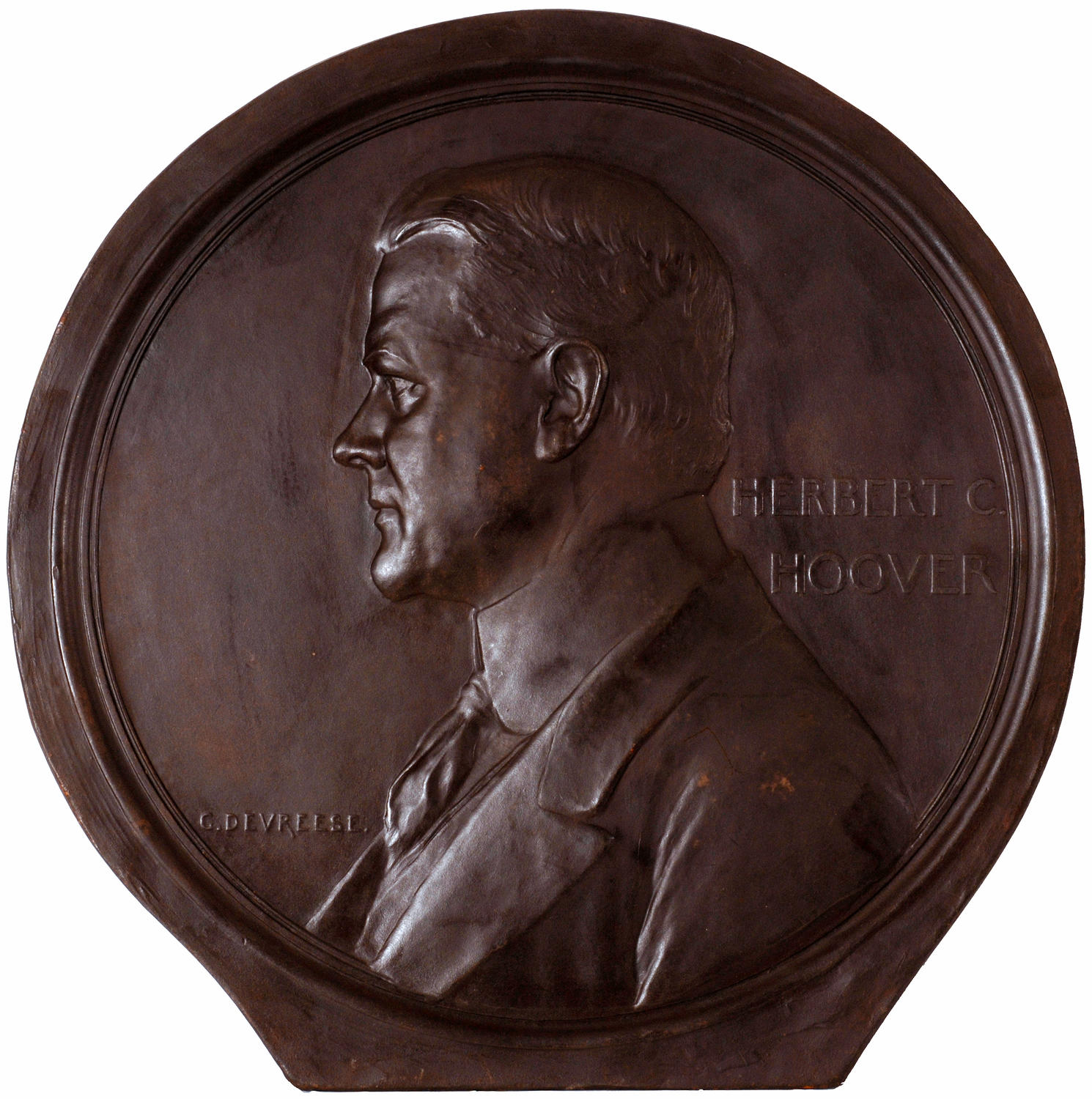
Medalla que representa a Herbert C. Hoover de Devreese Godefroi

Una medalla (del llatí medalia) és un objecte metàl·lic circular considerat valuós que té inscripcions o dibuixos gravats. Poden servir per commemorar un esdeveniment (com les esportives o els diferents guardons), servir com amulet o objecte religiós o usar-se com a joia. També poden indicar rang, com en el cas dels militars.
Es poden distingir quatre èpoques en la seva història. La primera comença amb l'Imperi Romà, on neixen i serveixen per honorar generals i dirigents. El Renaixement les rellança, imitant el costum clàssic. Al segle xvi canvien les tècniques d'encunyació però es respecta el seu ús, amb un auge dels motius religiosos, i a l'era contemporània esdevenen un objecte de consum, de manera que s'assimilen a plaquetes de record.
Les medalles són objecte d'estudi i col·leccionisme en la numismàtica.
És típic de les medalles militars que tinguin com a sistema de fixació una tira de roba anomenada cinta; la cinta de cada medalla, i de cada categoria dins la medalla, és dotada d'uns colors característics i significatius. En determinats tipus d'uniforme no es poden dur medalles, i llavors aquestes se simbolitzen mitjançant una cinta dels colors respectius, generalment duta en horitzontal.

## Història
La història de les medalles pròpiament dites transcorre al llarg de diverses èpoques, que es distingeixen per la tècnica utilitzada i l'esperit de la seva producció:
- La primera comença amb l'Imperi romà, ja en època d'August, després del qual desapareix la medalla.
- La segona comprèn el segle xv o renaixement italià, quan es restableix el seu ús, encara que amb tècnica i esperit diferents als dels romans.
- La tercera comença en el segle xvi i continua en els següents, condint més i més l'ús de la medalla obtinguda per encunyació com al principi.
- Pot afegir-se una quarta època, la contemporània, en què s'industrialitza la seva producció i es produeix en sèrie com qualsevol objecte de consum.

### Època antiga
En la primera d'aquestes èpoques, la medalla té caràcter oficial i només es produeix en les oficines imperials, sense reproduir més efígies que les dels emperadors o individus de la seva família, sent el seu procediment el de l'encunyació com en les monedes. La conversió de les medalles en condecoracions, en l'època antiga va portar a tenir unes 9 condecoracions de les Legions de Roma les quals distingien als legionaris que destacaven en el camp de batalla i a més, venien acompanyades per una recompensa monetària. Com és habitual en el gegantesc aparell burocràtic que feia funcionar com un rellotge a l'Imperi Romà, es mantenia un rigorós registre escrit de totes les distincions, ascensos, trasllats, així com dels càstigs de cadascun dels legionaris. En la cerimònia de condecoració, el general de la Legió feia fer un pas al capdavant al legionari per a elogiar-lo públicament, li lliurava la condecoració davant l'aplaudiment dels seus companys i li solia concedir un premi en metàl·lic únic o fins i tot podia doblar-li la paga per a tota la vida. També podia donar-se el cas que es concedissin condecoracions col·lectives (a tota una unitat) i que els legionaris exhibien amb orgull en els estendards de les seves unitats.
Hi ha medalles d'or, plata, metall corinti, coure, bronze i plom, de coure cobertes amb fulla de plata i de coure platejat. El gran bronze no passa dels Pòstums; el mitjà dura fins a la decadència de l'Imperi i continua amb interrupcions fins als Paleòlegs. El mínim és molt escàs des de Juli Cèsar fins als Pòstums.
- Les consulars de coure van iniciar-se a Roma l'any 484 de la seva fundació
- Les de plata en el 546.

P. Joubert numera entre les consulars de 50 a 60 en or, 250 en coure i 1.000 en plata. De medalles Imperials en or se'n compten fins a 1.200, en plata 3.000, i en bronze de б а 7.000. No obstant això Morell va prometre una sèrie universal de medalles en número de 25.000.
- Les llatines i gregues són les més comunes
- Les hebrees no excedeixen del temps dels Macabeus
- Les púniques es troben a Espanya
- Les àrabs són poc curioses i mal fabricades
- Les gòtiques tenen el mateix defecte[4]

### Renaixement

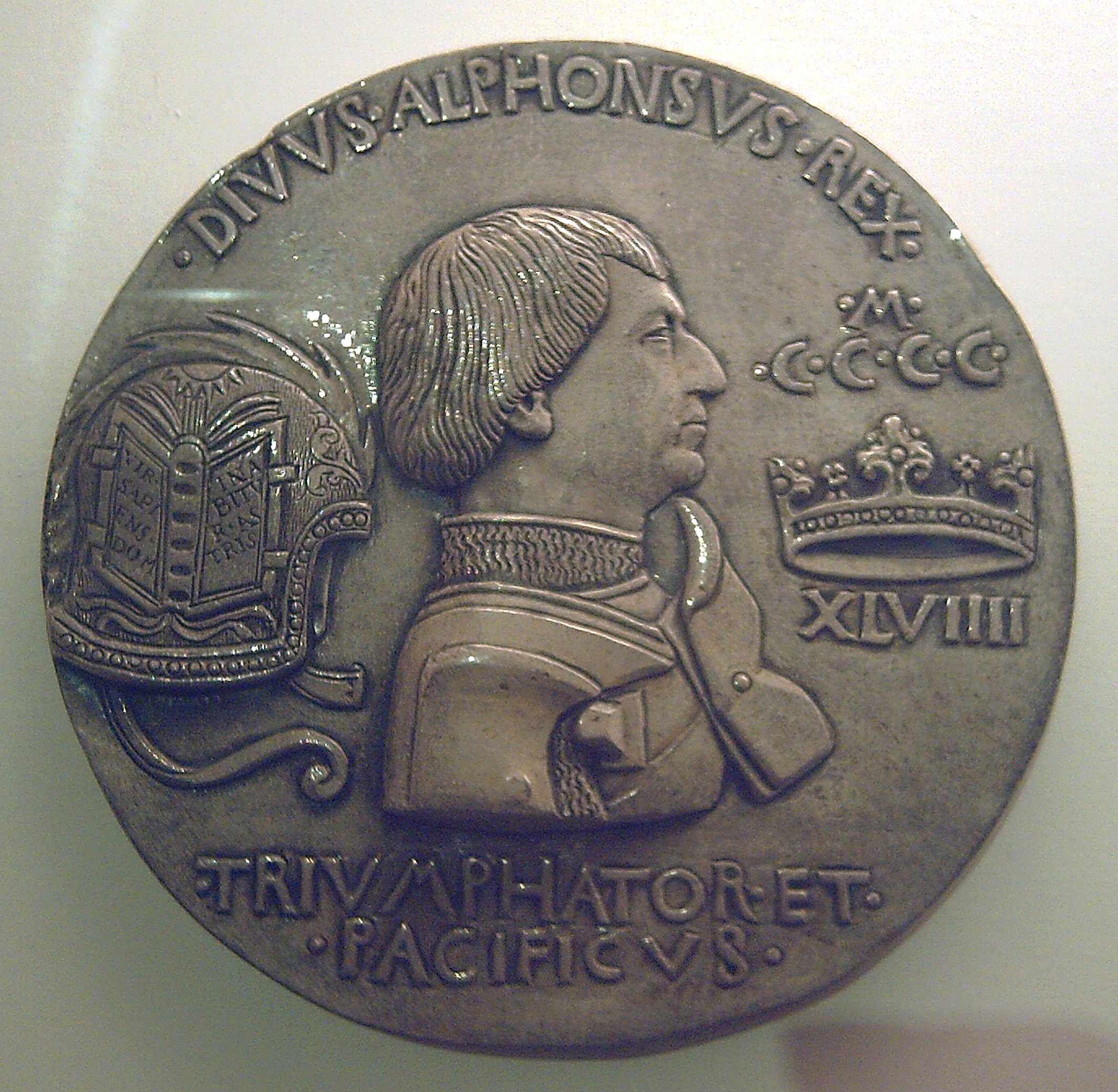

En la segona època on trobem medalles, durant el Renaixement, aquestes es fabriquen sempre amb caràcter privat, per buidatge en motlle del metall fos, retocant després amb burí els perfils de les figures. El primer a qui s'atribueix la glòria d'aquest renaixement de la medalla és Antonio di Puccio de Verona, anomenat comunament el Pisanello. Entre les medalles més cèlebres que va encunyar es troba la de l'Emperador d'Orient Joan VIII Paleòleg l'any 1439, a la qual van seguir altres magnífiques d'Alfons V d'Aragó i Nàpols, el 1448 i 1449 (de vuit centímetres de diàmetre). Se'n coneixen també unes 2.500, de diversos tipus, degudes a uns 200 medallistes italians, imitadors del Pisanello durant la mateixa època.

### A partir del segle XVI
Des de principis del segle xvi , a poc a poc es va adoptant novament el procediment d'encunyació com es feia entre els romans, i tornem a trobar els artistes esmerçant-se en la incisió dels encunys. En aquesta labor sobresurten també els italians, imitant-los nombrosos artistes en altres nacions europees, sobretot a Alemanya i França (en aquesta, es van iniciar ja en la segona meitat del segle xv) i condint a tot arreu el gust per la medalla commemorativa. Com a iniciador d'aquest nou moviment es troba el milanès Ambrosio Foppa, anomenat el Caradosso, i com a grans medallistes del mateix segle figuren els cèlebres Paduans Alejandro Bassiano i Juan Cavino, amb els no menys famosos Leone i Pompeu Leoni, Benvenuto Cellini, Víctor Camelio, Joan Pastorino, els Poggini, Jacome da Trezzo, Alberto Dürer i molts altres, ciselladors i gravadors destacats. En aquesta època i en la contemporània es multipliquen indiciblement els assumptes de la medalla commemorativa, i en molts casos, prenent un caràcter específicament oficial, sobretot quan s'aplica a commemorar la solemne proclamació o adveniment d'algun monarca al tron, la coronació dels Papes a Roma, etc.

## Medalles religioses, civils i esportives
En un grup a part hi trobem les medalles de caràcter purament religiós, de les quals va haver-hi un avanç en els primers segles de l'Església i que es van repetir al llarg dels següents, però que varen ser molt escasses abans del segle xv, des del qual han anat multiplicant-se indiciblement. Es distingeixen pels assumptes que representen i per l'apèndix perforat que tenen per a suspendre-les del coll o del vestit.

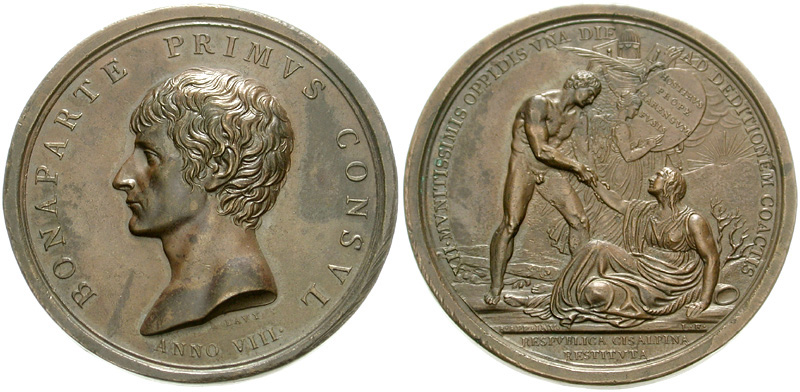
Medalla de Napoleó I

Entre les medalles d'assumptes profans i històrics ocupen un lloc preferent les de proclamació o de la coronació dels reis abans indicades, les quals formen sèries completes en diverses nacions i fins i tot repetides en cada regnat per diferents cases o centres emissors d'aquestes. A Espanya, es coneixen i conserven medalles d'aquest tipus des de Felip II, sent tan nombroses les d'alguns reis que només de Carles IV es registren més de 140 diferents entre si, emeses per sengles poblacions o centres diferents en la Península i les seves possessions d'ultramar.
La medalla de Sant Benet, d'altra banda, presenta iconografia de Benet de Núrsia. Solen lluir-la creients catòlics, ortodoxos, metodistes, luterans i anglicans. Aquesta medalla és considerada com una de les de major antiguitat en la cristiandat i se li atribueix protegir del mal a tot aquell que el porta.
La Capella de La nostra Senyora de la Medalla Miraculosa es troba a París, França, en el lloc on la Mare de Déu es va manifestar el 27 de novembre de 1830 i li va demanar a santa Catalina Labouré que creés una medalla, la qual eventualment va rebre el nom de Miraculosa.
La Junta d'Andalusia va crear l'any 1985 el títol honorífic anomenat Medalla d'Andalusia, el qual té la meta de destacar els mèrits, serveis i actes extraordinaris duts a terme en temps de pau per part de certs ciutadans, entitats o grups de la regió, del país o fins i tot de l'estranger, que se centrin en la solidaritat i el lliurament als altres. La persona que rep la Medalla d'Andalusia passa a ser tractat d'Il·lustríssim Senyor o Il·lustríssima Senyora i se situa en el segon lloc dins dels alts rangs atorgats per la Junta, després de Fill Predilecte d'Andalusia. Com sol succeir amb altres premis, el percentatge d'homes i dones entre els beneficiats no és parell: al llarg dels primers trenta-tres anys, per exemple, tan sols un 23% de les medalles van ser atorgades a dones.

### Medalles olímpiques

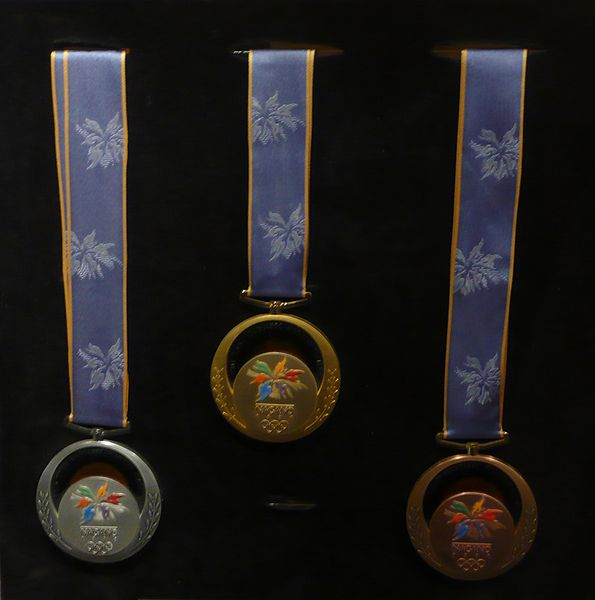
Medalles de plata, or i bronze (respectivament) entregades als Jocs Olímpics d'Hivern de 1998

Les medalles olímpiques es troben entre les més conegudes del món. Es tracta de les medalles que obtenen els esportistes que aconsegueixen aconseguir el podi en una competició dels Jocs Olímpics. Mentre que el guanyador rep una medalla d'or, qui finalitza en el segon lloc aconsegueix una medalla de plata. Aquell que acaba en tercer lloc, en tant, guanya una medalla de bronze.

## Grandària de les medalles
El diàmetre d'una medalla es diu mòdul i pot ser:
- Màxim
- Gran, 25 mil·límetres.
- Mitjà
- Petit
- Mínim

Va haver-hi a més altres peces més petites anomenades lentícules a Roma i molles durant l'Edat mitjana. Les medalles de mòdul màxim es diuen medallons.

## Parts de la medalla
- Es dona el nom d'anvers o cap al costat de la medalla en què figura l'assumpte principal i de revers al costat oposat.
- Es diu camp o àrea a l'espai que s'estén entre l'assumpte i la llegenda.
- Els tipus són el bust, imatges o figures representades.
- Símbols són els assumptes accessoris i emblemàtics.
- Es diuen diferents a les senyal particulars del gravador indicadores d'una missió o taller.
- El cordó és la vora de la moneda.
- Gràfica és una sèrie de punts que envolta el camp.
- Es diu volum al gruix o gruix de la moneda.
- Lliga és la quantitat de coure que es barreja a l'or o la plata per a donar-li la necessària duresa.

Les inscripcions reben diferents noms segons el lloc que ocupen:
- Es diu llegenda a la inscripció que va seguint el contorn de la moneda.
- Exerg és la paraula que està en línia recta sota el tipus.
- Inscripció pròpiament dita és la gravada en línia recta sobre l'àrea de la moneda.
- Epígraf és la xifra que està sobre el tipus.[5]

## Classes de medalles
Per accidents de fabricació es diuen:
- Feses a les monedes que tenen oberts els cantells per la força de l'encuny.
- Folrades, les de ferro o coure cobertes amb una prima fulla de plata.
- Frustrades, les que tenen esborrats els tipus o llegendes o ben retallat el metall.
- Contrafetes, les falses o imitades.
- Emmotllades, les buidades i després cisellades.
- Sayfates, les còncaves per l'anvers i convexes pel revers.
- Encastades, les envoltades d'un cercle d'un altre metall.
- A flor d'encuny, les que estan conservades perfectament.
- Bracteades, les que consten d'una fulla subtil i prima.
- Dentades, les que presenten retallats les vores.
- Restituïdes, aquelles el tipus de les quals per raons polítiques o d'una altra classe ha estat renovada de peces més antigues.
- Anepígrafes o Mudes, les que no tenen llegenda.
- Contramarcades són les medalles que després d'haver estat encunyades realitzen una petita empremta ja fora per a indicar el canvi de valor, ja per a tenir curs en països estrangers.
- Ressegellades són les monedes que portant determinada efígie porten encunyada algun senyal per a indicar que queden inhabilitades interinament durant la nova situació.[5]

## Col·leccionisme
La classificació de les medalles pot fer-se segons un ordre històric o cronològic o artístic o d'assumptes, segons l'interès del col·leccionista i la importància de la col·lecció. L'ordre d'assumptes generals sembla ser el més racional en tot cas, subordinant-se-li l'ordre cronològic i separant-les per països.
De totes les sèries de medalles es distingeixen per la seva importància artística i històrica, les Pontifícies, encunyades a Roma en ocasió de l'elecció d'un nou Papa o d'algun esdeveniment important del seu pontificat. Comença la sèrie amb Martí V (1467) i segueix fins al segle xx.

## Medalles com a objecte artístic
El primer gran artista conegut que va crear medalles va ser el pintor italià Antonio Pisano, també conegut com Pisanello, que va modelar i va fondre una sèrie de medalles retrato de prínceps i erudits en la dècada de 1440. Molts altres artistes van seguir el seu exemple, en llocs com Itàlia, els Països Baixos, Alemanya i França. En el segle xvii, les medalles es van utilitzar àmpliament per a commemorar esdeveniments i glorificar als governants. En el segle XVIII es van generalitzar les medalles com a premi. En el segle XIX, les medalles artístiques van aconseguir una gran popularitat. A principis d'aquest segle, David d'Angers va produir una gran sèrie de medalles amb retrats de famosos contemporanis i, a la fi de segle, Jules-Clément Chaplain i Louis-Oscar Roty van ser alguns dels medallistes més apreciats. A principis del segle xx van florir les medalles artístiques, sobretot a França, Itàlia i Bèlgica, mentre que més endavant Txecoslovàquia, Hongria, Polònia, els Estats Units, el Canadà i Anglaterra van produir obres de gran qualitat.
|                                                                |                                                                       |
| Medalla de l'Exposició Colonial de 1896, per Louis-Oscar Roty. | Medalla de l'Exposició Universal de 1900, per Jules-Clément Chaplain. |